# Vakcína Sinopharm BIBP proti covidu-19
Vakcína Sinopharm BIBP proti covidu-19, také známá jako BBIBP-CorV, vakcína Sinopharm COVID-19, nebo BIBP vakcína, je jedním ze dvou inaktivovaných vakcín proti nemoci COVID-19 vyvinuté Pekingským institutem biologických produktů Sinopharm (někdy označovaný jako Pekingský bio-Institut biologických produktů, což vede ke dvěma různým zkratkám BBIBP a BIBP pro stejnou vakcínu). Pro vakcínu byla dokončena fáze III zkoušek v Argentině, Bahrajnu, Egyptě, Maroku, Pákistánu, Peru a Spojených arabských emirátech (SAE) s více než 60 000 účastníky. BBIBP-CorV sdílí podobnou technologii s CoronaVac a Covaxin, dalšími inaktivovanými virovými vakcínami proti covidu-19. Název jeho produktu je SARS-CoV-2 Vakcína (Vero Cell), nezaměňujte s podobným názvem - CoronaVac.
Vzájemně zhodnocené výsledky publikované studie III ve Spojených arabských emirátech a Bahrajnu ukázaly, že BBIBP-CorV je ze 78,1 % účinný proti symptomatickým případům a ze 100 % proti těžkým případům (21 případů v očkované skupině oproti 95 případům ve skupině s placebem). V prosinci 2020 SAE již dříve oznámily průběžné výsledky ukazující 86 % účinnost.
Zatímco vakcíny mRNA, jako jsou vakcíny Pfizer–BioNtech COVID-19 a vakcína Moderna COVID-19, vykazovaly vyšší účinnost - přes 90 %, představují pro některé země problémy s distribucí, protože vyžadují mrazicí zařízení a nákladní automobily. BBIBP-CorV lze přepravovat a skladovat při normální teplotě v chladničce.
BBIBP-CorV je používán v očkovacích kampaních v některých zemích v Asii, Africe, Jižní Americe, a Evropě. Sinopharm očekává, že v roce 2021 vyrobí jednu miliardu dávek BBIBP-CorV. Do května 2021 Sinopharm dodal 200 milionů dávek.
Dne 7. května 2021 schválila Světová zdravotnická organizace vakcínu pro použití v iniciativě COVAX. Sinopharm podepsal kupní smlouvy na 170 milionů dávek od COVAX.
Další vakcínou s inaktivovaným virem vyvinutou společností Sinopharm je WIBP-CorV.

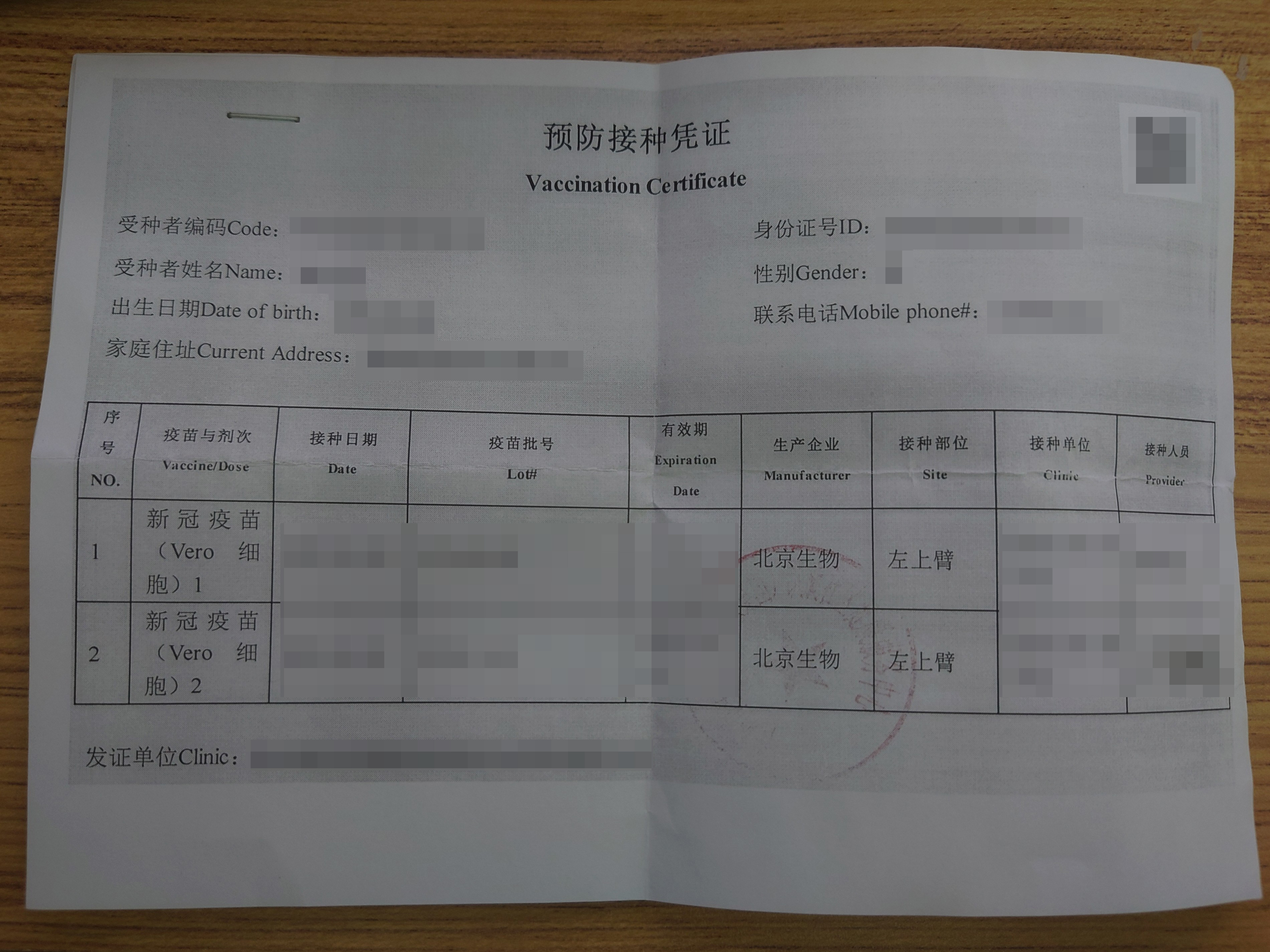
Očkovací průkaz BBIBP-CorV (Beijing Institute of Biological Products, Sinopharm).

Vakcína se podává intramuskulární injekcí do deltového svalu. Počáteční kúra se skládá ze dvou dávek a neexistuje žádný důkaz, že je zapotřebí třetí posilovací dávka. Světová zdravotnická organizace (WHO) doporučuje interval mezi dávkami 3 až 4 týdny.

## Účinnost
Vakcína je obecně považována za účinnou, pokud je odhad ≥50 % s >30 % spodním limitem 95 % intervalu spolehlivosti. Obecně se očekává, že účinnost bude postupem času pomalu klesat.
Dne 22. července Peruánský Národní institut zdraví oznámil, že vakcína snížila počet úmrtí o 94 % po analýze údajů od 361 000 lidí.